# Jannic Durand
Pour les articles homonymes, voir Durand.
Jannic Durand est un historien de l'art  français né à Bron le 5 août 1955. Conservateur général du patrimoine, il est spécialiste de l'art byzantin et des arts précieux de la période médiévale.

## Biographie
Élève de École du Louvre et de l'École nationale des chartes, il rédige une thèse intitulée Recherches sur l’iconographie de Job des origines de l’art chrétien jusqu’au XIIIe siècle. Après avoir obtenu le diplôme d'archiviste paléographe en 1981, il entre au musée du Louvre où il mène l'ensemble sa carrière en tant que conservateur au  département des Objets d'art. Il est plus particulièrement responsable des collections médiévales et byzantines. Adjoint au directeur du département des Objets d'art de 2009 à 2013, il a été chargé dans le même temps du projet de département des arts de Byzance et des Chrétientés d'Orient
Membre du Comité français des études byzantines dont il fut le Président de 2017 à 2023, directeur de publication des Cahiers archéologiques, Jannic Durand mène par ailleurs une recherche de fond sur la question des reliques et des reliquaires byzantins conservés en France. Longtemps professeur d'histoire générale de l'art du Moyen âge à l'École du Louvre, il y enseigne à présent les techniques de l'orfèvrerie. Depuis 2001, il est également président de l'Association de l’École du Louvre.
Conservateur général en 2011, il devient en 2013 directeur du département des Objets d'art du musée du Louvre et part à la retraite en 2022.

## Commissariats d'exposition
- Byzance, Musée du Louvre, Paris, 1992-1993.
- Le trésor de la Sainte-Chapelle, Musée du Louvre, Paris, 2001.
- Armenia Sacra, Musée du Louvre, Paris, 2007.
- Sainte-Russie, Musée du Louvre, Paris, 2010.
- Les reliques de saint Césaire d'Arles, Musée du Louvre, Paris, 2011.
- Chypre entre Byzance et Occident, IVe – XVIe siècle, Musée du Louvre, Paris, 2012-2013.
- Le Trésor de Notre-Dame de Paris, Le Louvre, 2023-2024

## Publications
- Avec Ioanna Rapti et Dorota Giovannoni (dir.), Armenia sacra — Mémoire chrétienne des Arméniens (IVe – XVIIIe siècle), Somogy / Musée du Louvre, Paris, 2007  (ISBN 978-2-7572-0066-7)
- L'art byzantin, Paris : Terrail, 1999
- L'art du Moyen Âge, Larousse-Bordas, Collection « Comprendre et reconnaître », Paris, 2004, 144p.,  (ISBN 978-2035055118)[présentation en ligne]
- Avec Jean-René Gaborit et Danielle Gaborit-Chopin, L'Art roman au Louvre, Paris, Fayard, 2005,  (ISBN 2-21362-424-0)
- Avec Jacques Thirion, « Autour des reliques de saint Hydulphe de Moyenmoutier », Cahiers archéologiques, 2003
- Avec Catherine Metzger et Dominique Bénazeth, Éclosion de l'art chrétien, Paris : Ed. de la Réunion des musées nationaux, 1989.
- Le Louvre, les objets d'art, Paris : Éd. Scala, 1995 (préf. de Daniel Alcouffe)
- « Les premiers édifices chrétiens de Kiev », Histoire de l'art, no 91 : Ukraine, 2023.  (ISBN 9782909196374)

## Distinctions
- Chevalier de l'ordre national du Mérite
- Commandeur de l'ordre des Arts et des Lettres (2022)[5]